# Muzeum Fortyfikacji Pancernej Twierdzy Toruń
Muzeum Fortyfikacji Pancernej Twierdzy Toruń – skansen militarny znajdujący się w lewobrzeżnej części Toruniu.

## Charakterystyka
Utworzenie skansenu nastąpiło w maju 2004. Głównym obiektem Skansenu jest Bateria wybudowana w latach 1895–1896. Wzniesiono ją w miejscu ziemnej baterii mobilizacyjnej – A.B. IV z ok. 1890 r. (Armierungs Batterie IV). Nazwa dla baterii z wieżą pancerną została utrzymana w źródłach, jako odziedziczona po tejże baterii ziemnej, mimo całkowitej zmiany charakteru tego stanowiska artyleryjskiego. Bateria A.B. IV jest jednym z najciekawszych obiektów Twierdzy Toruń. Jest to obiekt unikatowy na skalę europejską – bateria jest modelem eksperymentalnym i jedynym w swoim rodzaju. W skład skansenu wchodzą również bateria półpancerna dla trzech armat 10 cm, wzniesiona w 1898, jej schron amunicyjny i wiele typów unikatowych schronów, eksponatów oraz wystaw.

## Historia

### Powstanie baterii A.B. IV

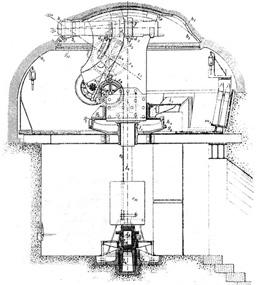
Rysunek przedstawia seryjną późniejszą wersję 10,5 cm

Bateria wybudowana została w latach 1895–1896 (montaż wieży w 1896). Wzniesiono ją w miejscu ziemnej baterii mobilizacyjnej A.B. IV z ok. 1890 (Armierungs Batterie IV). Nazwa dla baterii z wieżą pancerną została utrzymana w źródłach, jako odziedziczona po tejże baterii ziemnej, mimo całkowitej zmiany charakteru tego stanowiska artyleryjskiego. Bateria zaprojektowana została przez Komitet Inżynierski Sztabu Generalnego – projekt z 24 lipca 1895. Stanowiła ona obiekt doświadczalny, z możliwością rozbudowy do dwuwieżowej formy (dwa stanowiska wież i pancerna kopuła obserwacyjna). Bateria usytuowana została w pierścieniu Twierdzy Toruń, jednakże jej całkowicie eksperymentalny charakter wskazuje na bezpośrednie powiązanie z poligonem artyleryjskim. Obiekt miał na celu praktyczne przetestowanie funkcjonalności rozkładu pomieszczeń oraz sprawności doświadczalnej wieży pancernej wraz z armatą kalibru 105 mm. Wnioski wyciągnięte z testów toruńskiej baterii miały stać się punktem wyjścia dla serii podobnych konstrukcyjnie obiektów – baterii z działami 10,5 cm.

### Budowa i Uzbrojenie A.B. IV

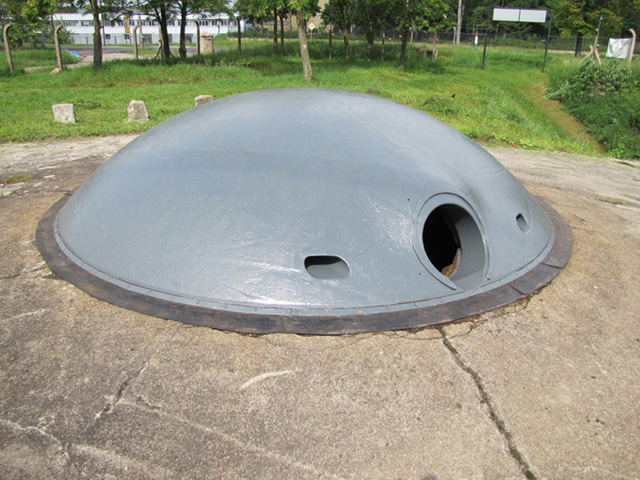
Wieża baterii A.B. IV

W zrealizowanej baterii znalazło się miejsce tylko na jedno, niewielkie pomieszczenie magazynu amunicji. Wystarczyło to na etapie testów prowadzonych w obiekcie. Pomieszczenia takie jak: izby załogi, latryny czy maszynownia miały znaleźć się w dobudowanej później części (wyprowadzono jedynie zaczątki korytarzy, zaślepione prowizorycznie ścianami z cegły), w przypadku przyjęcia rozwiązań koncepcyjnych baterii.
Uzbrojenie baterii stanowiła armata 105 mm L/20 w wieży pancernej. Zarówno wieża jak i działo były egzemplarzami doświadczalnymi. Po testach w toruńskim obiekcie, wyprodukowano 74 tego typu wieże z armatami kalibru 105 mm (trzy typy armat: L/20 – krótka, L/35 – zwykła i L/35 – wzmocniona) stanowiących największą tego typu produkcję uzbrojenia w fortyfikacji niemieckiej.
Pancerz sferycznej, obrotowej kopuły tworzyły dwie warstwy: główna ze stali niklowej o grubości 150 mm i podbicie ze stali miękkiej o grubości 40 mm. Wieża spoczywała na stalowej kolumnie, do obrotu i strzału podnoszono ją o ok. 10 mm ponad przedpancerz. Poza otworem na lufę, w pancerzu znajdowały się 3 szczeliny obserwacyjne: po obu stronach otworu działa i od tyłu. Oś obrotu pionowego lufy znajdowała się w strzelnicy wieży. Mechanizmy podniesienia lufy były zamocowane do lawety na pomoście bojowym, również tu znajdowały się urządzenia obrotu wieży. Mechanizm podniesienia wieży umieszczono na niższej kondygnacji. Dla ułatwienia naprowadzenia wieży na cel do przedpancerza przytwierdzono pierścień z podziałką w tysięcznych.
Przedpancerz wieży stanowiło 5 segmentów (na segmentach przedpancerza znajdują się numery seryjne 1858 – 1862, późniejsze wieże armat 10 cm miały przedpancerze złożone z 6 segmentów). Segmenty te były ze sobą łączone poprzez klinowanie, w przeciwieństwie do późniejszych egzemplarzy skręcanych ze sobą.

### Powstanie Skansenu Fortyfikacji Pancernej Twierdzy Toruń

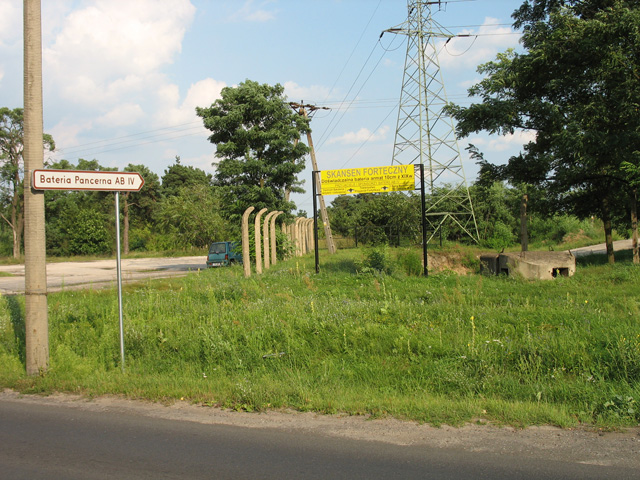
Brama Muzeum i punkt obserwacyjno – bojowy SPS-2m

Dotychczasowe akcje podejmowane przez toruńskich miłośników fortyfikacji w celu ratowania substancji zabytkowych, tj. zdejmowanie i składowanie w bezpiecznym miejscu pancerzy – w tym przypadku było niemożliwe. Jedynym ratunkiem dla obiektu jest jego rewitalizacja i udostępnienie do zwiedzania. W celu ratowania baterii w ramach Towarzystwa Przyjaciół Fortyfikacji Oddział Toruń, powstała sekcja pracująca nad uratowaniem baterii. Na przełomie lat 2007 i 2008 członkowie sekcji powołali samodzielne stowarzyszenie – Toruńskie Towarzystwo Fortyfikacyjne, którego głównym celem jest ratowanie Baterii i okolicznych obiektów.
Bateria została wydzierżawiona w maju 2004. W ciągu niespełna roku udało się oczyścić prawie całkowicie zasypane wnętrza, zabezpieczyć wszystkie wejścia i w końcu odkopać baterię, wywożąc ponad 700 ton ziemi. Po udostępnieniu baterii dla ruchu turystycznego, przygotowywana jest ekspozycja plenerowa przybliżająca wiedzę o sztuce inżynierii fortecznej – w pobliżu baterii posadowionych zostało wiele typów schronów. Ekspozycja ta jest stale rozwijana. Kolejnym etapem jest zagospodarowanie Baterii Półpancernej SLB dla trzech armat 10 cm, w chwili obecnej praktycznie opuszczonej i podlegającej silnej dewastacji. Pierwszym z zagospodarowanych po A.B. IV jest schron amunicyjny Baterii Półpancernej, który wraz z Baterią AB IV a wkrótce także z blokiem bojowym Baterii Półpancernej tworzą Skansen Fortyfikacji Pancernej Twierdzy Toruń. A od 23 grudnia 2010. Muzeum Fortyfikacji Pancernej Twierdzy Toruń.
Całe przedsięwzięcie działa na zasadach non-profit – wszelkie pozyskane środki inwestowane są w rewitalizację obiektów fortecznych. Finanse pochodzą z prywatnych kieszeni członków TTF, a także od sponsorów którzy pomagają nam finansowo lub materialnie.

### Toruńskie Towarzystwo Fortyfikacyjne
Toruńskie Towarzystwo Fortyfikacyjne zarejestrowane zostało w styczniu 2008. Stworzyła je grupa osób związanych z Baterią AB IV – od kilku lat wspólnie pracujących nad rewitalizacją obiektów fortecznych i budową Muzeum Fortyfikacji Pancernej Twierdzy Toruń. Celem Towarzystwa jest badanie, ochrona i popularyzacja budowli fortecznych, a także wszelkich obiektów z nimi związanych. Działalność skupiona jest głównie wokół skansenu fortecznego.

## Główne obiekty skansenu

### Schron amunicyjny Baterii SLB

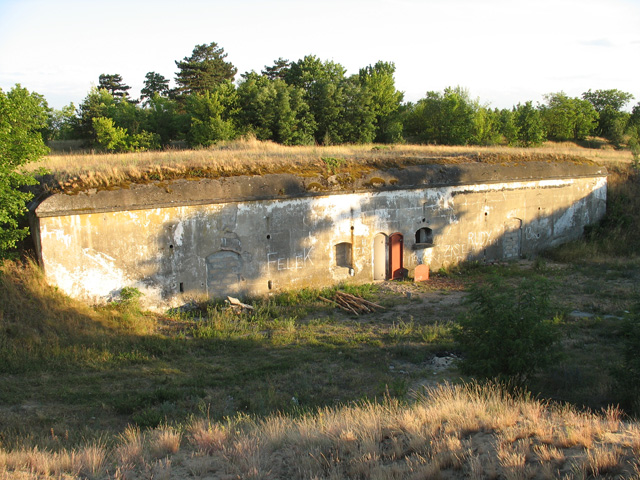
Schron amunicyjny Baterii SLB, wzniesiony w 1898 r. W środku wiele eksponatów i wystawy

Projekt wersji realizacyjnej schronu (wraz z projektem bloku bojowego) przygotowano 8 czerwca 1898. Schron posadowiono na bezpośrednim zapolu bloku bojowego, odległości ok. 70 m.
Potężny 6-komorowy schron amunicyjny o identycznej konstrukcji silniejszych ścian i sklepień mieścił 6026 szt. amunicji oraz niewielki warsztat amunicyjny i pomieszczenie dla personelu. Koszt jego budowy wyniósł 90.711 mk. Amunicję dowożono kolejką wąskotorową torowiskiem ułożonym w zagłębieniu, wypłycającym się przy bloku bojowym.

### Pruska bateria półpancerna SLB dla trzech armat 10 cm, wzniesiona w 1898 r.

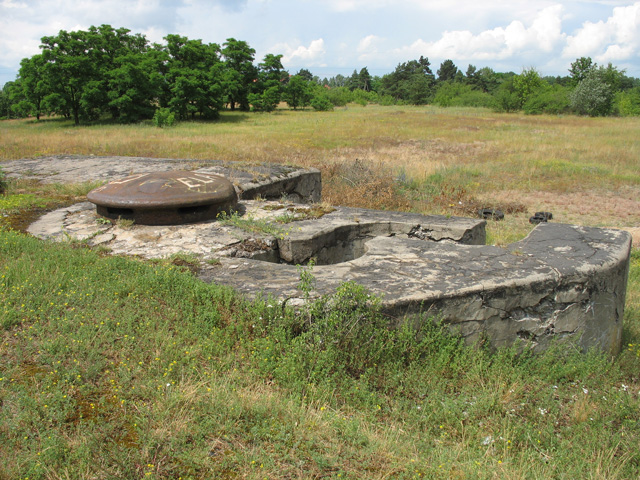
Kopuła Obserwacyjna P.B.St 96 (L.) (bateria półpancerna SLB)

Wstępny projekt baterii został sporządzony 23 listopada 1897. Wersję realizacyjną (wraz ze schronem amunicyjnym) przygotowano 8 czerwca 1898.
Zadaniem baterii było wzmocnienie południowo-zachodniego odcinka Twierdzy Toruń, mającego szczególne znaczenie w aspekcie zespołu fortyfikacji Linii Dolnej Wisły. Na odcinku tym wzniesiono w latach 1895-1896 jednowieżową baterię pancerną dla armaty 10 cm. Bateria ta miała zostać rozwinięta do wersji dwuwieżowej jednakże projekt ten porzucono i bateria nie wyszła poza studium doświadczalne. W efekcie odcinek, który planowano wzmocnić armatami pod pancerzem, pozostawał bez takowej osłony. Możliwe iż właśnie niespełnienie nadziei pokładanych w Baterii AB IV zaowocowało powstaniem Baterii Półpancernej – obiektu znacznie prostszego i tańszego a równocześnie mogącego uzupełnić lukę na odcinkach planowanych do ochrony obiektami pancernymi.
Baterię wyposażono w instalację łączności akustycznej (rury głosowe) i elektrycznej, łączące punkty obserwacyjne z wieżami i magazynami amunicji.
Koszt budowy baterii tego typu wynosił 312 000 mk, a z przepisowym zapasem amunicji (po 2000 nabojów na działo) 740 000 marek. Obsada składała się z oficera, 8 podoficerów, 37 kanonierów i 4 obserwatorów. Obsługę pojedynczej wieży stanowił podoficer i 6 kanonierów. Konstrukcje betonowe bloku bojowego baterii toruńskiej kosztowały 60 707 mk (wobec preliminowanych 60 900), a stanowiska obserwacyjne 20 665 mk. Jedna wieża kosztowała 41 000 mk (bez lufy), lufa 17 500 mk a wieża obserwacyjna 7500 mk.
W 1906. Przygotowano w środkowej komorze amunicyjnej wnękę dla przechowywania zapasowej lufy armatniej kosztem 1332 mk.
Na zapolu bloku bojowego, w odległości ok. 70 m, ulokowano główny magazyn amunicji dla baterii. Potężny 6-komorowy schron amunicyjny o identycznej konstrukcji silniejszych ścian i sklepień mieścił 6026 szt. amunicji oraz niewielki warsztat amunicyjny i pomieszczenie dla personelu. Koszt jego budowy wyniósł 90 711 mk. Amunicję dowożono kolejką wąskotorową torowiskiem ułożonym w zagłębieniu, wypłycającym się przy bloku bojowym.
W styczniu 1920 przejęta (wraz z twierdzą) przez Wojsko Polskie w stanie zdewastowanym. Okres złomowania wież nie jest znany.

### Polski składany schron bierny z 1966
Schron SBF-180 jest unikatowym obiektem z okresu zimnej wojny. Obiekt został wyprodukowany w 1966 w fabryce ZREMB. Schron SBF-180 (oraz podobny konstrukcyjnie, ale większy SBF-220) jest obiektem biernym, służącym jako schronienie dla 4–6 żołnierzy. Obiekt składa się z segmentów blachy falistej a całą konstrukcję umieszcza się pod ziemią. Wewnątrz w zabezpieczonym filtro-wentylacyjnie obiekcie znajdowały się cztery prycze oraz szafki i stoliki służące wygodnemu bytowaniu załogi.

### Radziecki schron obserwacyjno-bojowy z lat 70. XX w.
Radziecki punkt obserwacyjno-bojowy SPS-2m był standardowym obiektem ochraniającym wszelkie bazy radzieckie. Toruński egzemplarz został przeniesiony z tzw. JARu (radziecka składnica materiałowa wojsk lotniczych oraz batalion pontonowy). Obiekt pochodzi z lat 70. XX wieku. Uzbrojenie obiektu stanowił radziecki uniwersalny karabin maszynowy PK/PKS (Pulemiot Kalasznikowa/Pulemiot Kalasznikowa Stankowyj) kalibru 7,62 mm.

### Radziecki schron bojowy z lat 40. XX w. „ŻBOT”
Żelbetowe stanowisko ogniowe typu „Żbot” (Żelazobetonnaja Ogniewaja Toczka) to konstrukcja użyta po raz pierwszy dla wzmocnienia obrony Moskwy na przełomie 1941/42. Później obiekt masowo zastosowano wokół Leningradu, a także na innych odcinkach, gdzie choć na krótko stabilizował się front. Po wojnie wiele z nich posadowiono także w Polsce, m.in. na plażach w ramach Batalionowych Rejonów Umocnionych.
ŻBOTy ustawiano najczęściej na drewnianych skrzyniowych podstawach. Po zastosowaniu drewnianej osłony strzelnicy obiekt możliwy był do całkowitego obsypania. Stosunkowo rzadko stosowano prefabrykowaną podstawę żelbetową. Obserwację prowadzono przez peryskop wysuwany przez umieszczony asymetrycznie w stropie otwór. Masa obiektu – ok. 1700 kg.

### Polskie stanowisko obserwacyjno bojowe z lat 50. XX w. „Rokossowszczak”

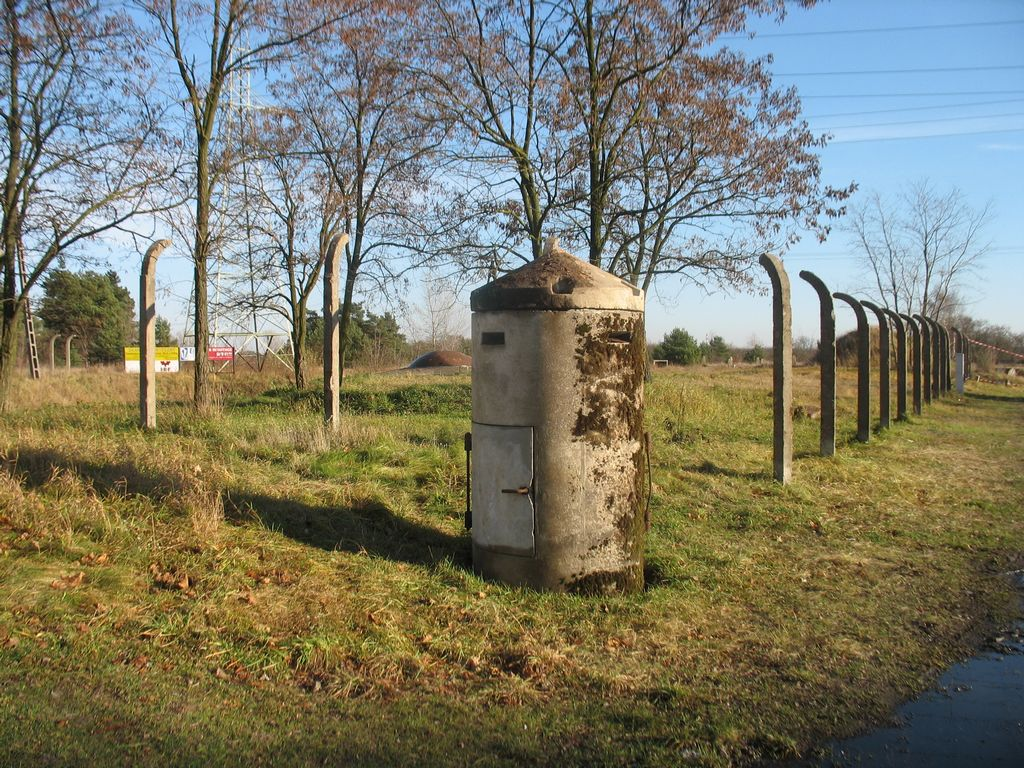
Schron wartowniczy BWS Dywidag – II w.ś

Obiekt zwany Rokossowszczakiem to żelbetowe stanowisko ogniowe DS. Produkowane było w latach 1953–60. Większość trafiła do Batalionowych Rejonów Umocnionych wzdłuż polskiego wybrzeża, ale spotkać je można też było w jednostkach radzieckich (np. lotnisko w Szprotawie).

### Niemiecki Schron BWS firmy DYWIDAG
Schron BWS firmy DYWIDAG z Drezna (Dyckerhoff & Widmann AG) to jeden z kilkunastu modeli schronów wartowniczych produkowanych w okresie II wojny światowej. Stosowano je masowo na terenach zakładów produkcyjnych, węzłach kolejowych, w pobliżu budynków administracji czy wojska. Schron wykonany był z prefabrykatów (stożkowy daszek przykręcany do korpusu schronu) i służył jako schronienie dla 1–2 osób. Masa schronu to 3240 kg a koszt to 430–480 RM.

### Ringstand 58c – „Tobruk”
Bauform 58c (201) zwany przez Niemców Ringstand a aliantów Tobruk. Stanowisko bojowe umożliwiające prowadzenie ognia w sektorze 360 stopni. Pierwsze obiekty tego typu Niemcy skonstruowali w 1942 na Wale Atlantyckim a w 1944 stały się one podstawą większości punktów oporu.
Podstawowym uzbrojeniem były karabiny maszynowe MG 34 i 42 – etatowa broń drużyny piechoty (stosowano także MG 15). Można było także zamontować lekki moździerz wz. 36 kaliber 50 mm (instalowany w podwieszanej do prowadnicy podstawie) lub lornetę nożycową. Ogień z karabinu maszynowego prowadzono opierając go na własnym dwójnogu lub mocując do obrotowej podstawy fortecznej.
Obiekt w skansenie pochodzi z Punktu Oporu Otłoczyn. Znalazł się w pasie budowanej autostrady A-1 i przeznaczony był do zniszczenia. Jednak dzięki pomocy sponsorów i zaangażowaniu członków 30 tonowy schron został przetransportowany na teren skansenu.

## Galeria

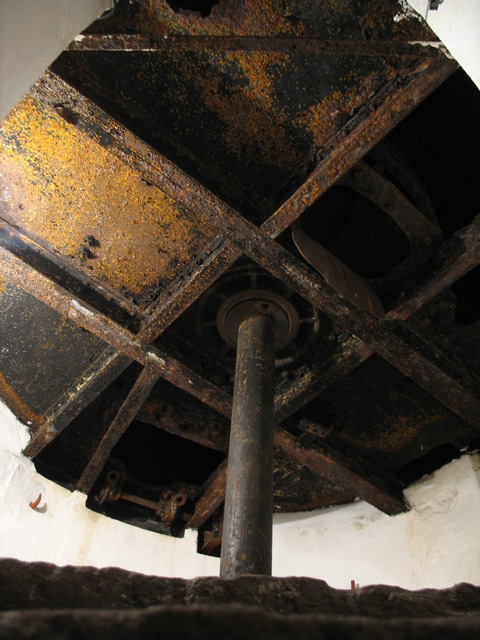
Podstawa wieży A.B. IV
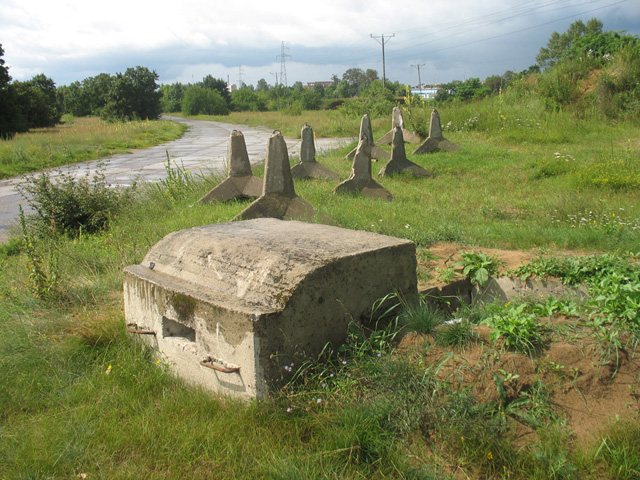
Polskie stanowisko obserwacyjno-bojowe z lat 50. XX w. „Rokossowszczak”
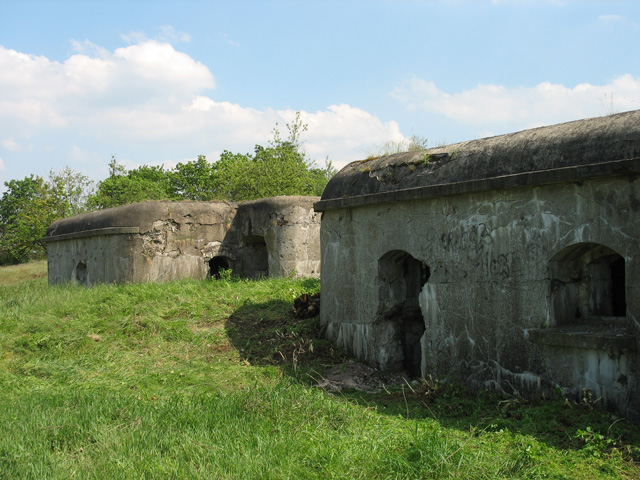
Bateria Półpancerna SLB
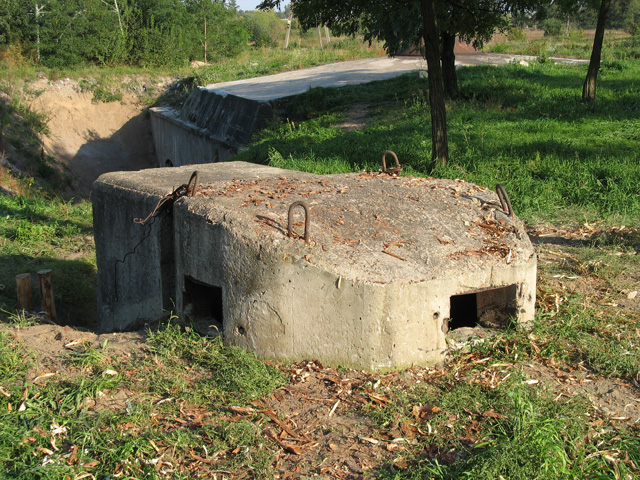
Radziecki schron obserwacyjno-bojowy SPS-2m z lat 70. XX wieku
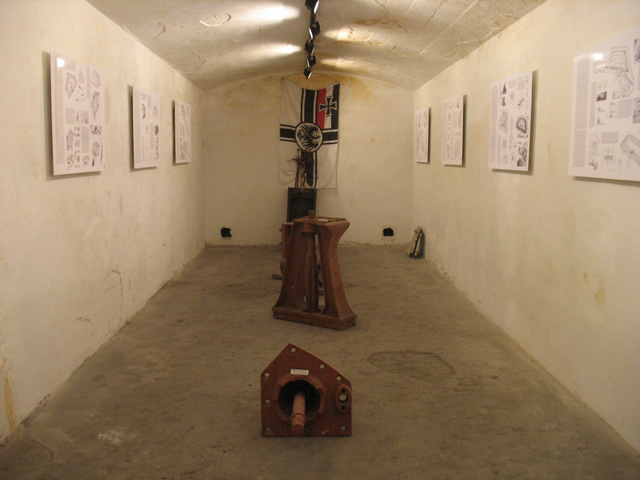
Wystawa w Schronie Amunicyjnym SLB
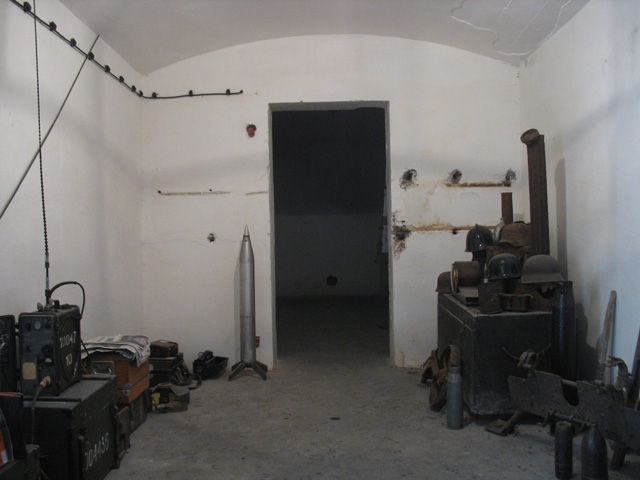
Wystawa eksponatów i ciekawostek w Schronie Amunicyjnym SLB
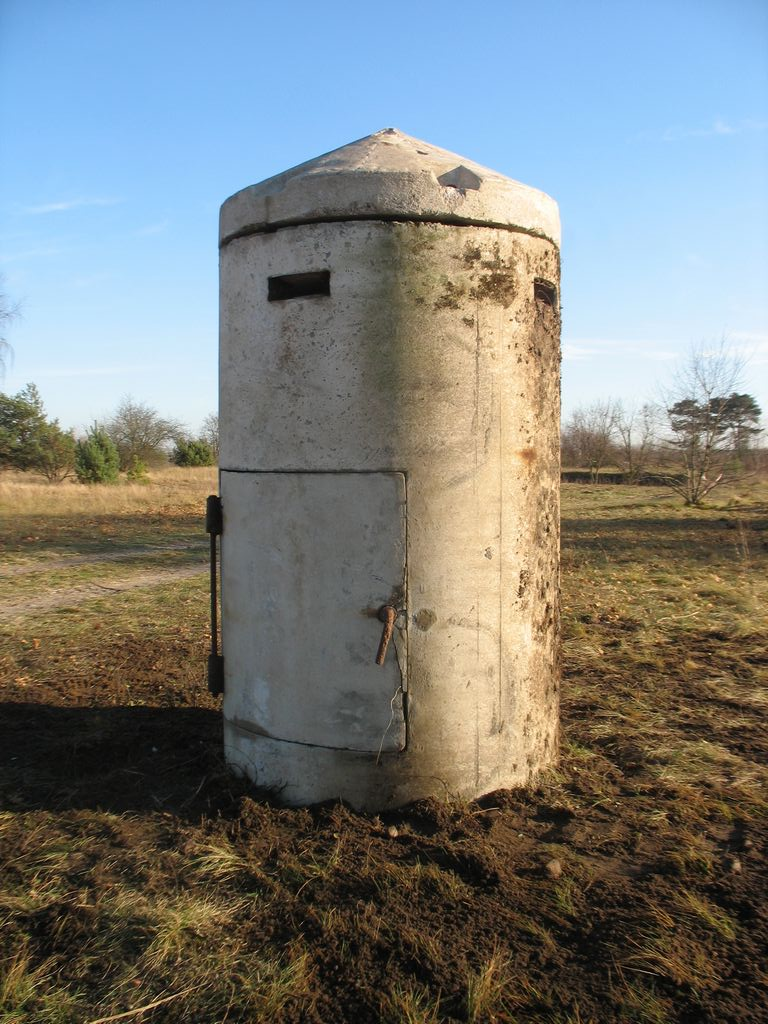
Schron wartowniczy BWS Dywidag – II w.ś.